# HD 33844
HD 33844 — звезда в созвездии Зайца. Находится на расстоянии около 329 световых лет от Солнца. Вокруг звезды обращаются, как минимум, две планеты.

## Характеристики
HD 33844 представляет собой оранжевый гигант; впервые упоминается в каталоге Генри Дрейпера, составленном в начале XX века. Масса и радиус звезды равны 1,78 и 5,29 солнечных соответственно. По светимости она превосходит Солнце в 14 с лишним раз. Температура поверхности звезды составляет около 1861 кельвин. Возраст HD 33844 оценивается приблизительно в 1,88 миллиарда лет.

## Планетная система
В 2015 году команда астрономов из проекта «Тихоокеанский планетный обзор» (Pan-Pacific Planet Search) объявила об открытии двух планет  в системе этой звезды. Обе они представляют собой газовые гиганты. Планета HD 33844 b имеет массу, равную 1,96 массы Юпитера, и обращается на расстоянии 1,6 а.е. от родительской звезды, совершая полный оборот за 551 сутки. Орбита второй планеты, HD 33844 c, лежит немного дальше, на расстоянии 2,24 а.е. от звезды. Масса этой планеты составляет 1,75 массы Юпитера. Обе планеты открыты с помощью метода доплеровской спектроскопии.